# Цзоюнь
Цзою́нь (кит. упр. 左云, пиньинь Zuǒyún) — уезд городского округа Датун провинции Шаньси (КНР).

## История
При империи Мин в 1409 году был создан Цзоский караул (左卫). В 1449 году он был объединён с Юньчуаньским караулом (云川卫), название для объединённого караула было составлено из названий исходных караулов — Цзоюньчуаньский караул (左云川卫). При империи Цин название было сокращено до Цзоюньского караула (左云卫), а в 1725 году караул был преобразован в уезд.
После образования КНР уезд был включён в состав провинции Чахар. В 1952 году провинция Чахар была расформирована, и уезд был передан в провинцию Шаньси, оказавшись в составе Специального района Ябэй (雁北专区). В 1958 году к уезду Цзоюнь был присоединён уезд Ююй. В 1959 году Специальный район Ябэй и Специальный район Синьсянь (忻县地区) были объединены в Специальный район Цзиньбэй (晋北专区).
В 1961 году Специальный район Цзиньбэй был вновь разделён на Специальный район Ябэй и Специальный район Синьсянь; уезд вновь оказался в составе Специального района Ябэй, при этом из него опять был выделен уезд Ююй. В 1970 году Специальный район Ябэй был переименован в Округ Ябэй (雁北地区). В 1993 году округ Ябэй был расформирован, и уезд вошёл в состав городского округа Датун.

## Административное деление
Уезд делится на 3 посёлка и 6 волостей.